# Гарнич-Гарницкий, Евгений Фёдорович
 Евгений Федорович Гарнич-Гарницкий  (1862—1936) — киевский врач и общественный деятель.

## Биография
Происходил из дворян Полтавской губернии. Сын заслуженного профессора университета Св. Владимира Фёдора Минича Гарнич-Гарницкого.
Окончил Киевскую первую гимназию (1883) и медицинский факультет университета Св. Владимира (1889). По окончании университета был ординатором по кафедре сифилидологии и дерматологии у профессора М. И. Стуковенкова. В течение 12 лет служил военным врачом, после чего вышел в отставку и посвятил себя частной врачебной практике, приобретя известность во всём Юго-Западном крае. 
Считая важным физическое воспитание, Е. Ф. Гарнич-Гарницкий много времени и труда посвятил учреждению спортивных обществ, был вице-командиром Яхт-клуба, учредил атлетическое и гимнастическое общество, переименованное впоследствии в гимназическое общество «Русский Сокол», где 18 лет был его председателем. Был одним из главных учредителей и первым начальником вольнопожарного общества, устроил клуб автомобилистов, был деятельным членом Киевских обществ: велосипедного, плодоводства, рыболовства, охотничьего и т. п. Когда среди киевлян, в силу роста и увеличения города, а потому тесноты и ухудшения санитарного состояния, появилось стремление выселяться за пределы города, в дачные участки, то Г. много способствовал благоустройству дачного поселка Святошина и, несмотря на недостаток средств общества для благоустройства этого дачного поселка, им, как председателем, благодаря его стараниям, устроен парк, построен театр, выкопан пруд, выстроено здание пожарной команды и т. п. Он являлся энергичным проводником сокольского метода физического воспитания.
После провозглашения Октябрьского манифеста явился основателем в Киеве партии октябристов и, по выбору партии, был редактором издававшейся ею газеты «Новый век». С 1909 года состоял действительным членом Киевского клуба русских националистов.
4 декабря 1918 года, во время обороны Киева от петлюровцев, возглавил особую дружину бойскаутов для несения внутренней караульной службы, прекратившую существование после падения города.
Скончался в 1936 году в Белграде. Похоронен на Новом кладбище.